# シーレーノス

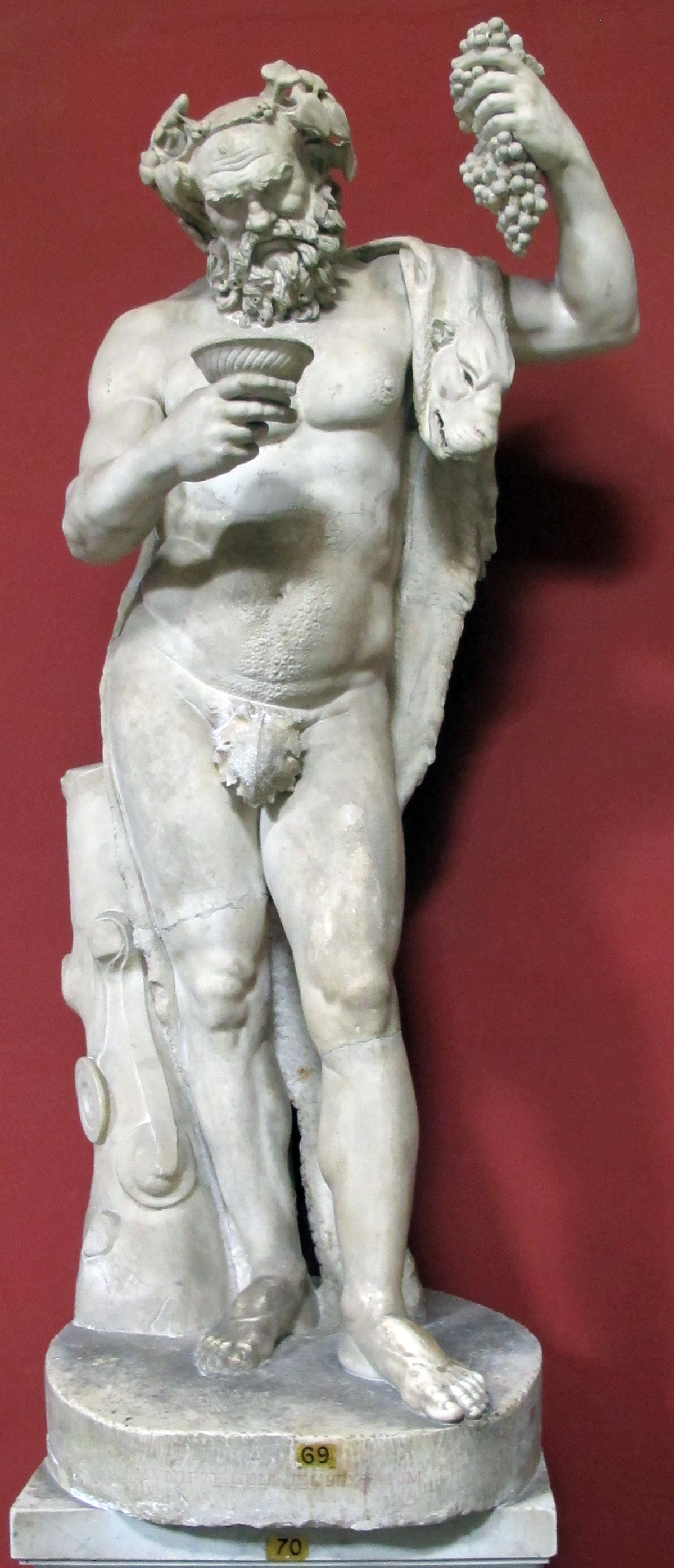
酔ったシーレーノスの像。2世紀頃。バチカン美術館所蔵

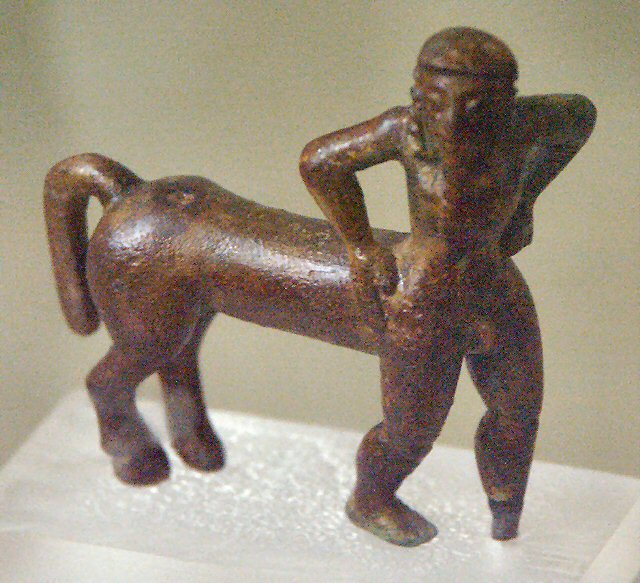
クレーテー島から出土した前脚が人間風のケンタウロス

シーレーノス（古希: Σιληνός, Sīlēnos, ラテン語: Silenus）、あるいはセイレーノス（古希: Σειληνός, Seilēnos）は、ギリシア神話の半人半馬の種族である。サテュロスにも似ているが、こちらは半馬でなく半山羊である。水の精で予言の力を持つとされる。
典型的なシーレーノスは全体として人間に似ているが、臀部から脚部、尾、耳が馬のそれである。中には人間に類似した脚部を持つものもある（前脚がしばしば人間様に描かれた初期のケンタウロスと比較せよ）。

## シレーニ
シレーニ (Sileni) はディオニューソスの従者であるシーレーノスである。彼等は酔っぱらいであった。他のシーレーノスと違う点は、通常、禿げた肥満体で、薄い唇とずんぐりした鼻をしていることである。脚も人間のそれであった。後にsileniは複数形であることの意味を失い、もっぱら独りのシーレーノスを指すようになった。
シーレーノスはローマ神話ではシルウァーヌスに対応する。彼はワインの神ディオニューソスの教師でありまた忠実な従者でもあった。大量のワインを飲み、いつも酔っており、サテュロスに支えられたりロバに載せられたりすることになる。プリュギアの王ミダースが酔いつぶれたシーレーノスを家に連れ帰りもてなした時、ディオニューソスはそれをよしとして気前よく礼をはずんだ。
シーレーノスは大変賢く、うまく捕まえて質問することができれば、人間に大事な秘密を教えてくれると考えられていた。シーレーノスはローマ神話のシルウァーヌスと同一視されるが、後者の名前には「森の」という意味しかなく、エトルリアのSelvans由来である。

## シーレーノスの知恵
伝承によれば、シーレーノスは「人間にとって最善なのは、初めから生まれないこと、次に善いのは早く死ぬこと」という知恵をミダース王に授けた。この「シーレーノスの知恵」はニーチェ『悲劇の誕生』にも記されており、現代では「反出生主義」とも結びつけられる。同様の知恵はテオグニスなどのギリシア文学でも説かれている。